# Menhir von Bescheid
Der Menhir von Bescheid ist ein als Grabstele verwendeter Menhir bei Bescheid (Hunsrück) im Landkreis Trier-Saarburg in Rheinland-Pfalz.

## Lage und Beschreibung
Der Menhir befindet sich südwestlich von Bescheid und östlich von Lorscheid am Rand eines Waldgebiets am südlichen Hang einer flachen Anhöhe. Er markiert dort die Grenze zwischen beiden Orten. Nur 250 m östlich liegt eine keltische Prunkgrabnekropole aus dem 5. bis 4. Jahrhundert v. Chr. Als diese zwischen 1977 und 1979 ausgegraben wurde, wurde auch der Menhir untersucht. Dabei wurde festgestellt, dass für seine Aufstellung ein 70 cm tiefes Loch gegraben und er darin mit einigen kleineren Steinen befestigt worden war. In der Grube wurde auch etwas Holzkohle gefunden, die ins 17. Jahrhundert datiert werden konnte. Der Stein wurde also erst zu dieser Zeit als Grenzstein aufgestellt und diente vorher wohl als Stele eines benachbarten Grabhügels. 1,3 km nördlich gab es an der Grenze von Bescheid, Mehring und Naurath ursprünglich einen ganz ähnlichen Menhir (der Lange Stein von Bescheid). 2006 wurde er irrtümlich entfernt und bisher nicht wieder aufgestellt. Stattdessen liegt dort nun ein größerer Stein, bei dem es sich nicht um das Original handelt.
Der Menhir besteht aus devonischem Schiefer. Er hat eine Höhe von 230 cm (davon oberirdisch 155 cm), eine Breite von 52 cm und eine Tiefe von 25 cm. Er ist plattenförmig, leicht geneigt, verjüngt sich nach oben und läuft in einer eingezogenen Spitze aus.